# Bolehošťská Lhota (zámek)
Lovecký zámek Bolehošťská Lhota se nachází na návrší nad osadou Bolehošťská Lhota, části obce Bolehošť, asi 8 km na jih od Opočna a 6 km na sever od Týniště nad Orlicí.

## Historie
Lovecký zámeček nechal na přelomu 17. a 18. století v barokním stylu postavit hrabě Jeroným Colloredo, majitel panství Opočno. Roku 1840 došlo k přestavbě na lesovnu a tuto funkci plnil až do 80. let 20. století. Původně byla zámecká budova zdobena sgrafity, která ovšem zmizela při opravě před druhou světovou válkou. V současné době je nevyužíván a chátrá.

## Dostupnost
Přímo okolo zámku prochází modrá turistická značka od Nové Vsi na Třebechovice pod Orebem. Z centra osady sem také vede místní komunikace, nedaleko zámku se napojující na silnici II/304.